# شتاين براتن
شتاين براتن (بالنرويجية البوكمول: Stein Bråten)‏ هو بروفيسور نرويجي، ولد في 1934 في أوسلو في النرويج.